# Kicki Hultin
Kicki Hultin, egentligen Eva Christina Hultin Treutiger, född 8 januari 1956, är en svensk journalist.
Hultin började sin journalistiska bana som sommarvikarie på Jönköpings-Posten. Hon anställdes senare av Laholms Tidning och kom så småningom till radion.
Hultin har arbetat som granskande reporter på SVT i Malmö och Göteborg i flera år och har bidragit till program som Rekord-Magazinet, Reportagemagazinet, Glashuset och Uppdrag granskning. Hon har även varit programledare för Glashuset och Summerat.
Från 1996 var hon nyhetschef vid SVT Göteborg. Hon lämnade denna tjänst år 2000 då hon efterträddes av Mette Friberg.
I april 2008 sändes dokumentären Fördärvet som producerats av Hultin och Tina Thunander och handlade om diagnosen DAMP och hur medarbetare till professor Christopher Gillberg förstört arbetsmaterial. Programmet fälldes av Granskningsnämnden för radio och TV för partiskhet. I maj 2012 sändes en av Hultin producerad reportageserie om assistansbranschen med titel Assistans - klipp värt miljarder i Västnytt. Den belönades med en guldspade följande år.
Hösten 2012 lämnade hon SVT för att bli studierektor och lärare för journalistutbildningen vid JMG i Göteborg.
Under 1993 förekom Hultin även i lättsammare TV-sammanhang, som utfrågare i Fråga Lund (tillsammans med maken) och deltagare i På spåret.
Sedan 1984 är Hultin gift med programledaren Harald Treutiger.

## Källhänvisningar
1. ↑  läs online, www.svt.se .[källa från Wikidata]
2. ↑  ”Tio nya chefer på TV i Göteborg”. Dagens Nyheter. 11 januari 1995. http://www.dn.se/arkiv/kultur/tio-nya-chefer-pa-tv-i-goteborg/.
3. ↑  ”SVT Göteborgs nyheter får ny chef”. Dagens Nyheter. 3 mars 2000. http://www.dn.se/arkiv/kultur/svt-goteborgs-nyheter-far-ny-chef/.
4. ↑  ”Fördärvet fälls av Granskningsnämnden”. Resumé. 8 december 2008. https://www.resume.se/nyheter/artiklar/2008/12/08/fordarvet-falls-av-granskningsnamnden/. Läst 8 juni 2019.
5. ↑  ”Guldspade till Västnytt”. Västnytt. 10 mars 2013. http://www.svt.se/nyheter/lokalt/vast/guldspade-till-vastnytt-2.
6. ↑  ”Kicki Hultin ny TV-lärare på JMG”. JMG. 18 september 2012. Arkiverad från originalet den 25 september 2016. https://web.archive.org/web/20160925120352/http://jmg.gu.se/aktuellt/Nyheter/fulltext//kicki-hultin-ny-tv-larare-pa-jmg.cid1097727. Läst 25 september 2016.
7. ↑  ”Harald Treutiger har hittat hem”. Göteborgs-Posten. 21 november 2015. http://www.gp.se/n%C3%B6je/harald-treutiger-har-hittat-hem-1.165877.